# Driffield Castle
Driffield Castle ist eine abgegangene Burg in der Kleinstadt Driffield in der englischen Verwaltungseinheit East Riding of Yorkshire.
Es handelte sich um eine normannische Motte, die Hugh d’Avranches, 1. Earl of Chester (ca. 1047–1101), bauen ließ. Im 13. Jahrhundert wurde sie erneut befestigt. Im 19. Jahrhundert wurde der Mound durch einen dort errichteten Steinbruch beschädigt. Im ehemaligen Burghof wurden Wohnhäuser errichtet.
Heute sind nur noch Erdwerke erhalten, die Moot Hill genannt werden.